# Štětovnice

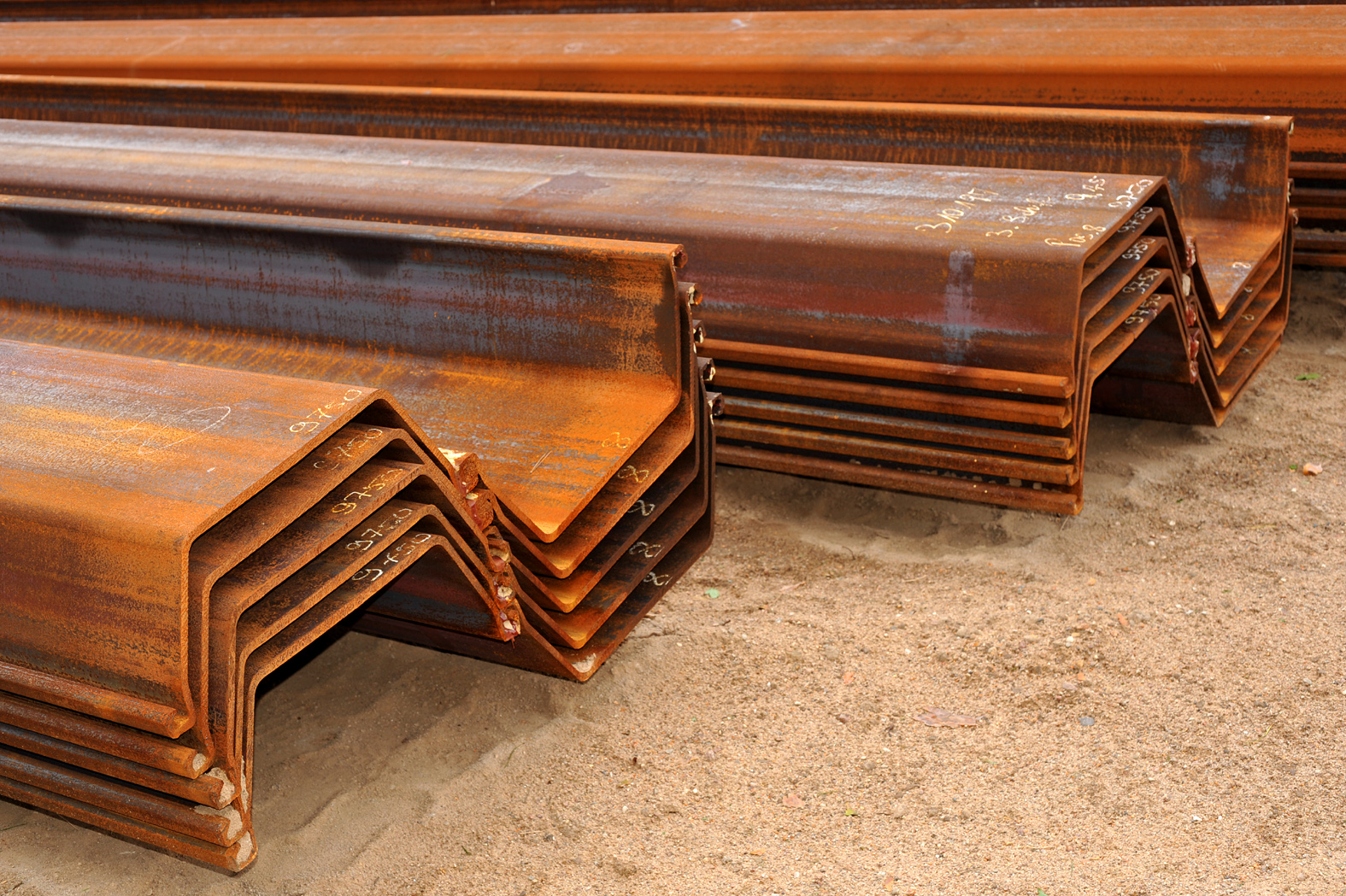
Štětovnice

Štětovnice (Larssen) je stavební konstrukční prvek, ze kterého se beraněním sestavuje štětová stěna pro zamezení sesuvu půdy. Vyvinul je v roce 1906 Tryggve Larssen, inženýr z Brém (Německo).

## Materiál
Štětovnice se nejčastěji vyrábějí z oceli, alternativně se používá plast (PVC) či vláknové kompozity pro specifické účely.
Ocelové štětovnicové profily jsou z plechu tloušťky přibližně 10 mm a beraní se do hloubky až 20 m. Okraje ocelových štětovnic jsou opatřeny zámky, které jsou určeny k mechanickému spojení dvou sousedních štětovnic. Toto mechanické spojení zvyšuje pevnost vytvořené štětovnicové stěny vůči tlaku podloží a zlepšuje nepropustnost stěny.
Pro standardní aplikace se používají štětovnice s profilem U, při vyšších nárocích na zatížení se uplatňují profily Z či H.

## Účel použití
K hlavním přednostem štětovnice patří rychlost instalace, opakovatelné použití, vysoká pevnost a vodotěsnost. Tyto vlastnosti je předurčují k použití v situacích, kdy je potřeba stabilizovat a ochránit podzemní prostory nebo pracovat v náročných geologických podmínkách.
Štetovnice jsou běžně využívány v těchto případech:
- Podpěrné konstrukce – zajištění stability svahů a stěn výkopů s cílem ochránit pracovní prostor před zeminou a vodou.
- Vodotěsné stěny – při správném spojení profilů jsou stěny zcela vodotěsné, proto se využívají jako vodotěsné zábrany např. při stavbě nábřeží či ochranných hrází.
- Trvalé konstrukce – jsou součástí trvalých opěrných konstrukcí jako jsou např. opěrné stěny či hráze.[1]

## Galerie

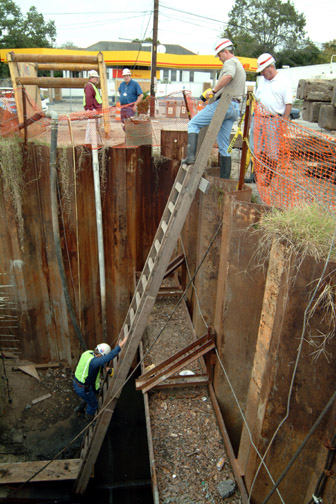
Zajištění stavební jámy štětovnicovou stěnou
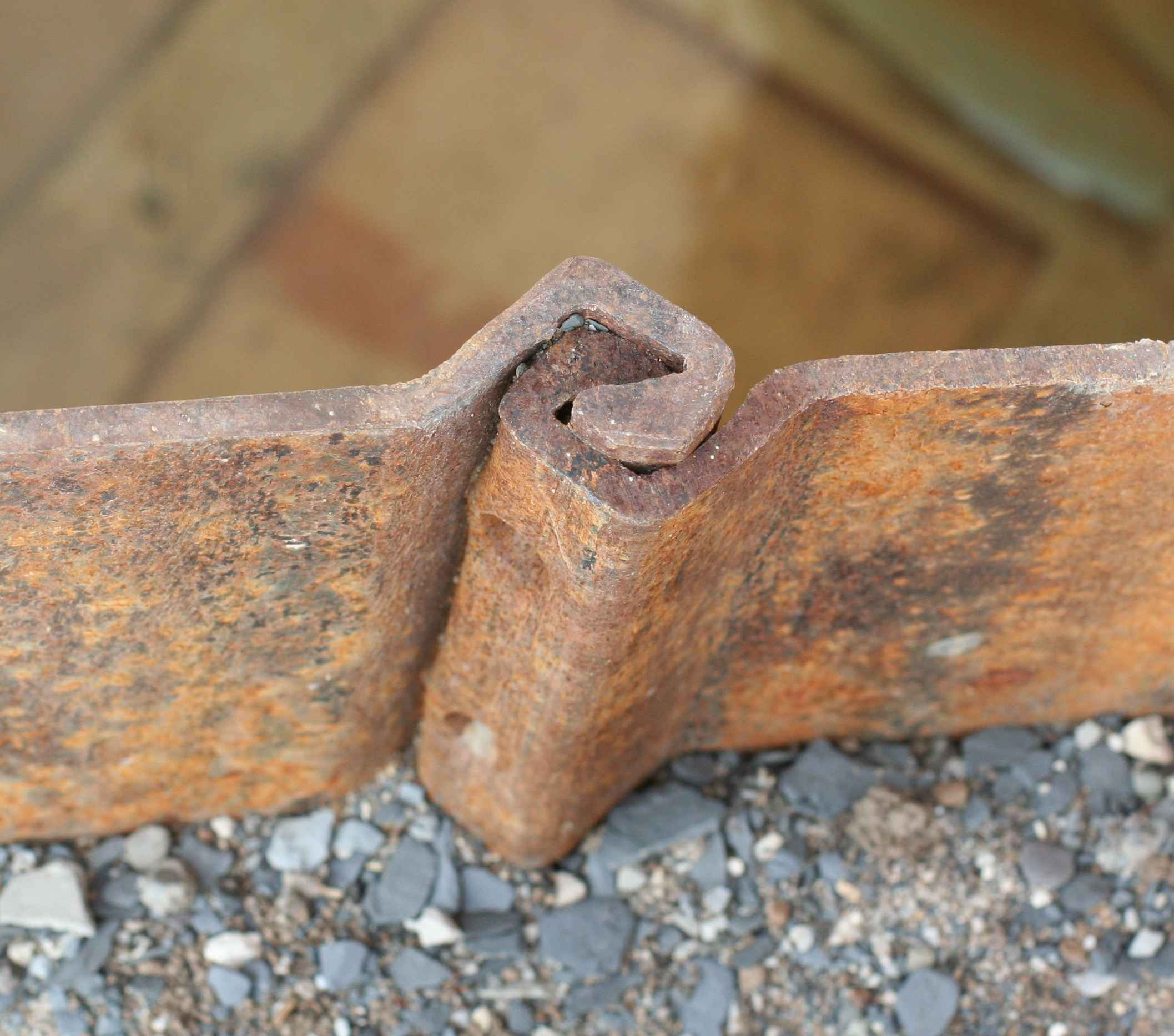
Spojené zámky štětovnic ve stěně
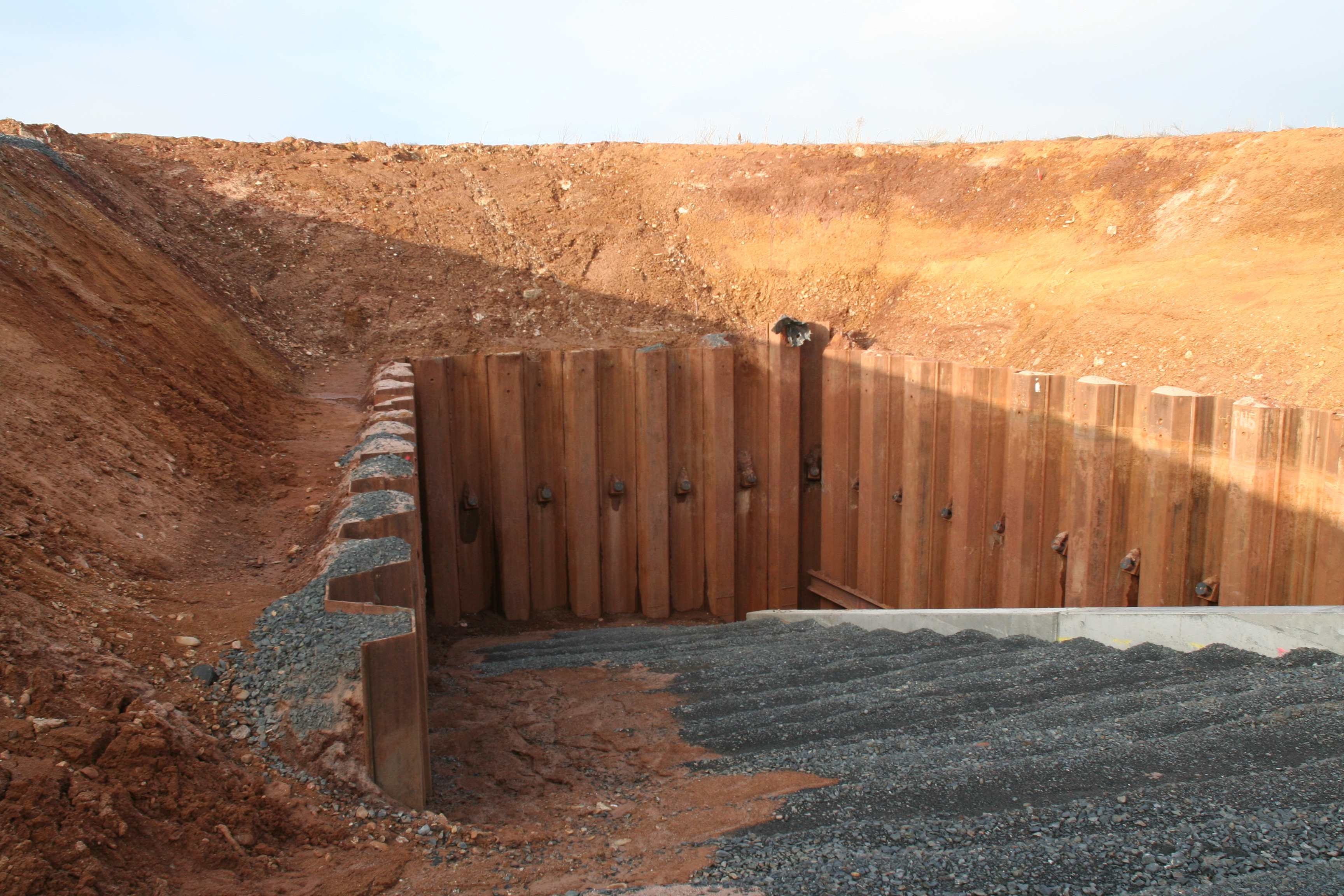
Opěrná zeď ze štěnovnic
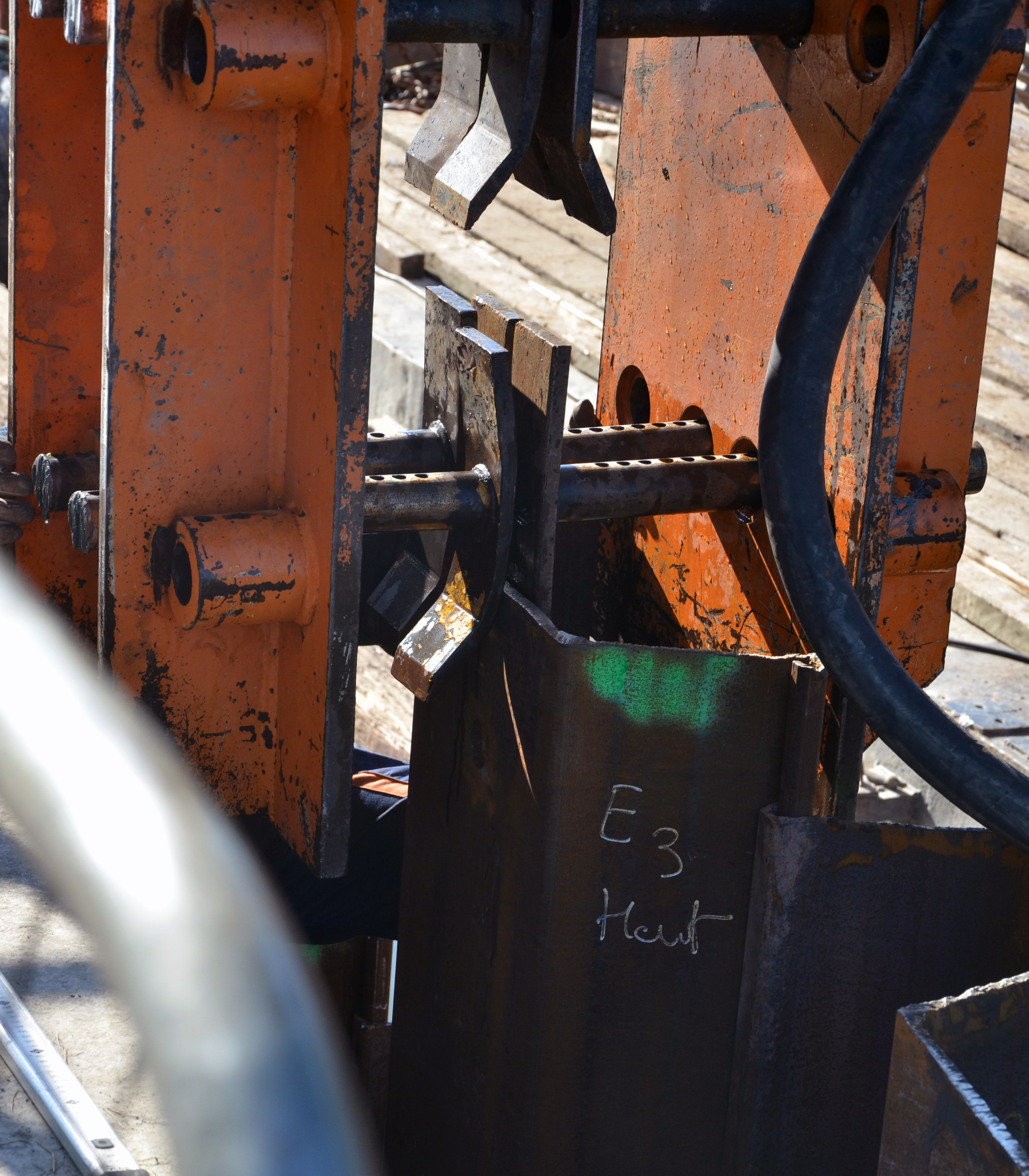
Zarážení štětovnice